# The Lieutenant Wore Skirts
The Lieutenant Wore Skirts é um filme de comédia estadunidense dirigido por Frank Tashlin e estrelado por Tom Ewell, Sheree North e Rita Moreno. Foi lançado em 11 de janeiro de 1956 pela 20th Century Fox.

## Elenco
- Tom Ewell como Gregory Whitcomb
- Sheree North como Tenente Katy Whitcomb
- Rita Moreno como Sandra Roberts
- Rick Jason como Capitão Barney Sloan
- Les Tremayne como Henry 'Hank' Gaxton
- Alice Reinheart como Capitão Grace Briggs
- Gregory Walcott como Tenente Sweeney
- Jean Willes como Joan Sweeney
- Edward Platt como Major Dunning
- Jacqueline Fontaine como Loira na festa
- Michael Ross como Policial Militar
- Arthur Q. Bryan como Sr. Curtis
- Keith Vincent como Entregador
- Janice Carroll como Sargento WAAF
- Ralph Sanford como Porteiro

## Produção
The Lieutenant Wore Skirts foi concebido pela 20th Century-Fox como um filme para promover a atriz Sheree North. O estúdio queria fazer de North uma alternativa à Marilyn Monroe. O projeto teve origem no outono de 1955, logo após North ter filmado How to Be Very, Very Popular (1955), um papel destinado a Monroe, mas que ela recusou. A Fox contratou o diretor Frank Tashlin e o comediante Tom Ewell (o protagonista de Monroe em O Pecado Mora ao Lado) para trabalhar ao lado de North, em um esforço para garantir o sucesso do filme. Tashlin adaptou o roteiro do filme para atender aos talentos dela e adaptou sua história nos moldes das comédias românticas populares da época.